# Listriella clymenellae
Listriella clymenellae är en kräftdjursart som beskrevs av Mills 1962. Listriella clymenellae ingår i släktet Listriella och familjen Liljeborgiidae. Inga underarter finns listade i Catalogue of Life.